# Võduvere (Kadrina)
Võduvere – wieś w Estonii, w prowincji Virumaa Zachodnia, w gminie Kadrina.